# Daniel González Orellana
Daniel Enrique González Orellana (Arica, 20 de febrero de 2002) es un futbolista profesional chileno. Juega de defensa y su equipo actual es la Universidad Católica de la Primera División de Chile. Además, es internacional absoluto con la selección de fútbol de Chile desde 2021.

## Trayectoria

### Santiago Wanderers
Formado en las divisiones inferiores del Santiago Wanderers de su ciudad natal llegaría al primer equipo después de su participación en el Campeonato Sudamericano de Fútbol Sub-17 de 2019. Hizo su debut profesional el 4 de mayo de 2019 debutando como titular frente a Deportes Melipilla en la fecha 11 de la Primera B 2019. Junto con Santiago Wanderers, consiguió el ascenso a Primera División después de ganar la Primera B de 2019.
Para la temporada 2020, el 25 de noviembre marcó su primer gol como profesional en el empate 1 a 1 de su equipo ante Audax Italiano. Su segundo gol, lo anotaría la temporada siguiente el 8 de septiembre de 2021 en el triunfo de Santiago Wanderers 1 a 0 frente a Unión La Calera. Al final de dicha temporada, el club nuevamente descendió a Primera B.

### Universidad Católica
Tras cuatro temporadas en Santiago Wanderers, González fue anunciado como nuevo refuerzo de Universidad Católica, con un contrato hasta finales de 2025.

## Selección nacional

### Selecciones menores
Fue convocado a la Selección de fútbol sub-15 de Chile que disputó el Campeonato Sudamericano de Fútbol Sub-15 de 2017 donde no lograrían pasar la primera fase aunque lograría jugar todos los partidos.
Su siguiente participación sería con la Selección de fútbol sub-17 de Chile que compitió en el Campeonato Sudamericano de Fútbol Sub-17 de 2019 donde sería el jugador más importante en la defensa, convirtiéndose en una de las figuras de la clasificación a la Copa Mundial de Fútbol Sub-17 de 2019 que obtendría además un segundo lugar en el torneo continental, jugando posteriormente todos los partidos de su combinado en la cita planetaria, donde daría una asistencia en la derrota por 2-3 ante Brasil en octavos de final.
También en 2019 fue llamado a la Selección de fútbol sub-23 de Chile para ser parte de los microciclos preparativos para el Torneo Esperanzas de Toulon a cargo del asistente técnico de la Selección de fútbol de Chile, Bernardo Redín, aunque no jugaría dicho torneo. Durante el mismo año volvería a la Sub-23 como parte del grupo de jugadores que se preparaba para el Torneo Preolímpico Sudamericano Sub-23 de 2020 donde tampoco llegaría a ser considerado.

#### Participaciones en Sudamericanos
| Competencia                 | Sede      | Resultado    | PJ | Goles |
| --------------------------- | --------- | ------------ | -- | ----- |
| Sudamericano Sub-15 de 2017 | Argentina | Primera fase | 5  | 0     |
| Sudamericano Sub-17 de 2019 | Perú      | Subcampeón   | 9  | 1     |

#### Participaciones en Copas del Mundo
| Mundial                | Sede   | Resultado        | Partidos | Goles | Asistencias |
| ---------------------- | ------ | ---------------- | -------- | ----- | ----------- |
| Mundial Sub-17 de 2019 | Brasil | Octavos de final | 4        | 0     | 1           |

### Selección adulta
El entrenador Martín Lasarte lo convocó por primera vez con miras a un amistoso contra Bolivia el 26 de marzo de 2021, que fue donde debutó en la selección absoluta estando el once titular.
Posteriormente el 10 de junio, fue convocado por Lasarte para disputar la Copa América 2021.

#### Participaciones en Copas América
| Torneo            | Sede   | Resultado        | Partidos | Goles |
| ----------------- | ------ | ---------------- | -------- | ----- |
| Copa América 2021 | Brasil | Cuartos de final | 0        | 0     |

#### Partidos internacionales
Actualizado hasta el 8 de febrero de 2025.
| 1     | 26 de marzo de 2021  | Estadio El Teniente, Rancagua, Chile | Chile      | 2-1 | Bolivia |   | Amistoso |                |          |
| 2     | 8 de febrero de 2025 | Estadio Nacional, Santiago, Chile    | Chile      | 6-1 | Panamá  |   |          | Ricardo Gareca | Amistoso |
| Total | Total                | Total                                | Presencias | 2   | Goles   | 0 |          |                |          |

| Selección chilena | Selección chilena | Selección chilena |
| Año               | Partidos          | Goles             |
| ----------------- | ----------------- | ----------------- |
| 2021              | 1                 | 0                 |
| 2025              | 1                 | 0                 |
| Total             | 1                 | 0                 |

## Estadísticas

### Clubes
| Club                         | Div.          | Temporada     | Liga  | Liga  | Copas nacionales | Copas nacionales | Torneos internacionales | Torneos internacionales | Total | Total |
| Club                         | Div.          | Temporada     | Part. | Goles | Part.            | Goles            | Part.                   | Goles                   | Part. | Goles |
| ---------------------------- | ------------- | ------------- | ----- | ----- | ---------------- | ---------------- | ----------------------- | ----------------------- | ----- | ----- |
| Santiago Wanderers · Chile   | 2ª            | 2019          | 6     | 0     | —                | —                | —                       | —                       | 6     | 0     |
| Santiago Wanderers · Chile   | 1ª            | 2020          | 19    | 1     | —                | —                | —                       | —                       | 19    | 1     |
| Santiago Wanderers · Chile   | 1ª            | 2021          | 16    | 1     | —                | —                | —                       | —                       | 16    | 1     |
| Santiago Wanderers · Chile   | 2ª            | 2022          | 11    | 0     | 1                | 0                | —                       | —                       | 12    | 0     |
| Santiago Wanderers · Chile   | Total club    | Total club    | 52    | 2     | 1                | 0                | 0                       | 0                       | 53    | 2     |
| Universidad Católica · Chile | 1.ª           | 2022          | 5     | 0     | 5                | 0                | 2                       | 0                       | 12    | 0     |
| Universidad Católica · Chile | 1.ª           | 2023          | 18    | 0     | 2                | 0                | 0                       | 0                       | 20    | 0     |
| Universidad Católica · Chile | 1.ª           | 2024          | 26    | 1     | 3                | 0                | 1                       | 0                       | 30    | 1     |
| Universidad Católica · Chile | 1.ª           | 2025          | 12    | 0     | 2                | 1                | 0                       | 0                       | 14    | 1     |
| Universidad Católica · Chile | Total club    | Total club    | 61    | 1     | 12               | 1                | 3                       | 0                       | 76    | 2     |
| Total carrera                | Total carrera | Total carrera | 113   | 3     | 13               | 1                | 3                       | 0                       | 129   | 4     |
| 1. 2. 3.                     |               |               |       |       |                  |                  |                         |                         |       |       |

### Selecciones
| Selección      | Temporada     | Amistosos | Amistosos | Sudamérica | Sudamérica | Mundial | Mundial | Total | Total |
| Selección      | Temporada     | Part.     | Goles     | Part.      | Goles      | Part.   | Goles   | Part. | Goles |
| -------------- | ------------- | --------- | --------- | ---------- | ---------- | ------- | ------- | ----- | ----- |
| Sub-15 · Chile | 2017          | —         | —         | 5          | 0          | —       | —       | 5     | 0     |
| Sub-15 · Chile | Total         | 0         | 0         | 5          | 0          | 0       | 0       | 5     | 0     |
| Sub-17 · Chile | 2018          | 1         | 0         | —          | —          | —       | —       | 1     | 0     |
| Sub-17 · Chile | 2019          | —         | —         | 9          | 0          | 4       | 0       | 13    | 0     |
| Sub-17 · Chile | Total         | 1         | 0         | 9          | 0          | 4       | 0       | 14    | 0     |
| Sub-23 · Chile | 2022          | 1         | 0         | —          | —          | —       | —       | 1     | 0     |
| Sub-23 · Chile | Total         | 1         | 0         | 0          | 0          | 0       | 0       | 1     | 0     |
| Adulta · Chile | 2021          | 1         | 0         | —          | —          | —       | —       | 1     | 0     |
| Adulta · Chile | 2025          | 1         | 0         | —          | —          | —       | —       | 1     | 0     |
| Adulta · Chile | Total         | 2         | 0         | 0          | 0          | 0       | 0       | 2     | 0     |
| Total carrera  | Total carrera | 4         | 0         | 14         | 0          | 4       | 0       | 22    | 0     |
| 1. 2.          |               |           |           |            |            |         |         |       |       |

### Resumen estadístico
| Competición               | Partidos | Goles |
| ------------------------- | -------- | ----- |
| Primera División de Chile | 96       | 3     |
| Primera B de Chile        | 17       | 0     |
| Copa Chile                | 13       | 1     |
| Copa Sudamericana         | 3        | 0     |
| Selección Sub-15 de Chile | 5        | 0     |
| Selección Sub-17 de Chile | 14       | 1     |
| Selección Sub-23 de Chile | 1        | 0     |
| Selección adulta          | 2        | 0     |
| Total                     | 151      | 5     |

## Palmarés

### Títulos nacionales
| Título    | Club               | País  | Año  |
| --------- | ------------------ | ----- | ---- |
| Primera B | Santiago Wanderers | Chile | 2019 |